# Kelly Rasmussen
Kelly Terry Riber Rasmussen (ur. 28 stycznia 1994) – duńska pływaczka, specjalizująca się w stylu dowolnym, zmiennym i klasycznym.
Mistrzyni Europy na krótkim basenie z Chartres (2012) oraz Herning (2013) w sztafecie 4 x 50 m stylem dowolnym. Brązowa medalistka mistrzostw świata na krótkim basenie ze Stambułu (2012) w sztafecie 4 x 100 m stylem dowolnym.